# Saint-Léger-la-Montagne
Saint-Léger-la-Montagne este o comună în departamentul Haute-Vienne din centrul Franței. În 2009 avea o populație de 305 de locuitori.

## Evoluția populației
| An        | 1975 | 1982 | 1990 | 1999 | 2006 | 2009 |
| --------- | ---- | ---- | ---- | ---- | ---- | ---- |
| Populație | 423  | 392  | 365  | 342  | 318  | 305  |